# (1002) Olbersia
(1002) Olbersia – planetoida z pasa głównego asteroid okrążająca Słońce w ciągu 4 lat i 242 dni w średniej odległości 2,79 au. Została odkryta 15 sierpnia 1923 roku w Obserwatorium Simejiz na górze Koszka na Półwyspie Krymskim przez Władimira Albickiego. Nazwa planetoidy została nadana na cześć niemieckiego astronoma Heinricha Olbersa, odkrywcy (2) Pallas oraz (4) Westa. Przed jej nadaniem planetoida nosiła oznaczenie tymczasowe (1002) 1923 OB.